# Stazione meteorologica di Chiavari
La stazione meteorologica di Chiavari è la stazione meteorologica di riferimento per la città di Chiavari.

## Coordinate geografiche
La stazione meteorologica, di tipo automatico DCP, si trova nell'Italia nord-occidentale, in Liguria, nella città metropolitana di Genova, nel comune di Chiavari, a 25 metri s.l.m. e alle coordinate geografiche 44°19′N 9°19′E.

## Dati climatologici
In base alla media trentennale di riferimento 1961-1990, la temperatura media del mese più freddo, gennaio, si attesta a +8,4 °C; quella del mese più caldo, luglio, è di +23,5 °C.
Le precipitazioni medie annue, abbondanti, si aggirano sui 1.000 mm e sono distribuite mediamente in 81 giorni (eventi generalmente di moderata o forte intensità), con minimo relativo in estate e picco molto accentuato in autunno e massimi secondari in inverno e primavera.
| Chiavari                           | Mesi  | Mesi  | Mesi  | Mesi  | Mesi  | Mesi  | Mesi  | Mesi  | Mesi  | Mesi  | Mesi  | Mesi  | Stagioni | Stagioni | Stagioni | Stagioni | Anno |
| Chiavari                           | Gen   | Feb   | Mar   | Apr   | Mag   | Giu   | Lug   | Ago   | Set   | Ott   | Nov   | Dic   | Inv      | Pri      | Est      | Aut      | Anno |
| ---------------------------------- | ----- | ----- | ----- | ----- | ----- | ----- | ----- | ----- | ----- | ----- | ----- | ----- | -------- | -------- | -------- | -------- | ---- |
| T. max. media (°C)                 | 11,2  | 12,0  | 14,1  | 17,2  | 20,5  | 24,4  | 27,5  | 27,0  | 24,0  | 19,7  | 15,1  | 12,1  | 11,8     | 17,3     | 26,3     | 19,6     | 18,7 |
| T. min. media (°C)                 | 5,7   | 6,0   | 7,7   | 10,0  | 13,1  | 16,6  | 19,4  | 19,3  | 17,1  | 13,4  | 9,7   | 6,7   | 6,1      | 10,3     | 18,4     | 13,4     | 12,1 |
| Precipitazioni (mm)                | 105   | 89    | 94    | 65    | 65    | 48    | 22    | 62    | 86    | 136   | 129   | 93    | 287      | 224      | 132      | 351      | 994  |
| Giorni di pioggia                  | 9     | 7     | 9     | 7     | 7     | 5     | 3     | 4     | 6     | 8     | 9     | 7     | 23       | 23       | 12       | 23       | 81   |
| Eliofania assoluta (ore al giorno) | 3,5   | 4,3   | 4,7   | 5,7   | 5,8   | 6,9   | 8,4   | 7,9   | 6,7   | 5,4   | 3,5   | 3,5   | 3,8      | 5,4      | 7,7      | 5,2      | 5,5  |
| Vento (direzione-m/s)              | N 2,7 | N 2,7 | N 2,7 | N 2,7 | S 2,5 | S 2,5 | S 2,5 | N 2,5 | N 2,7 | N 2,7 | N 2,9 | N 2,8 | 2,7      | 2,6      | 2,5      | 2,8      | 2,7  |